# Луцій Сей Туберон
Луцій Сей Туберон (лат. Lucius Seius Tubero; 25 рік до н. е. — після 24 року н. е.) — політичний та військовий діяч ранньої Римської імперії, консул-суффект 18 року.

## Життєпис
Походив з роду нобілів Еліїв. Син Квінта Елія Туберона, відомого правника, та Юнії. Згодом був усиновлений Луцієм Сеєм Страбоном. У 16 році служив легатом Цезаря Германіка під час його походу проти германських племен. Туберон керував кіннотою у вирішальній битві при Ідіставізо. У 18 році став консул-суффектом разом з Марком Лівінієм Регулом. У 24 році Луцій Туберон був звинувачений Вібієм Сереном у підготовці державного заколоту та вбивстві імператора Тиберія. Втім, звинувачення визнали брехливим з огляду на значний авторитет Туберона у державі, дружбу з Тиберієм та поганого здоров'я. Подальша його доля невідома.